# Eva Simons

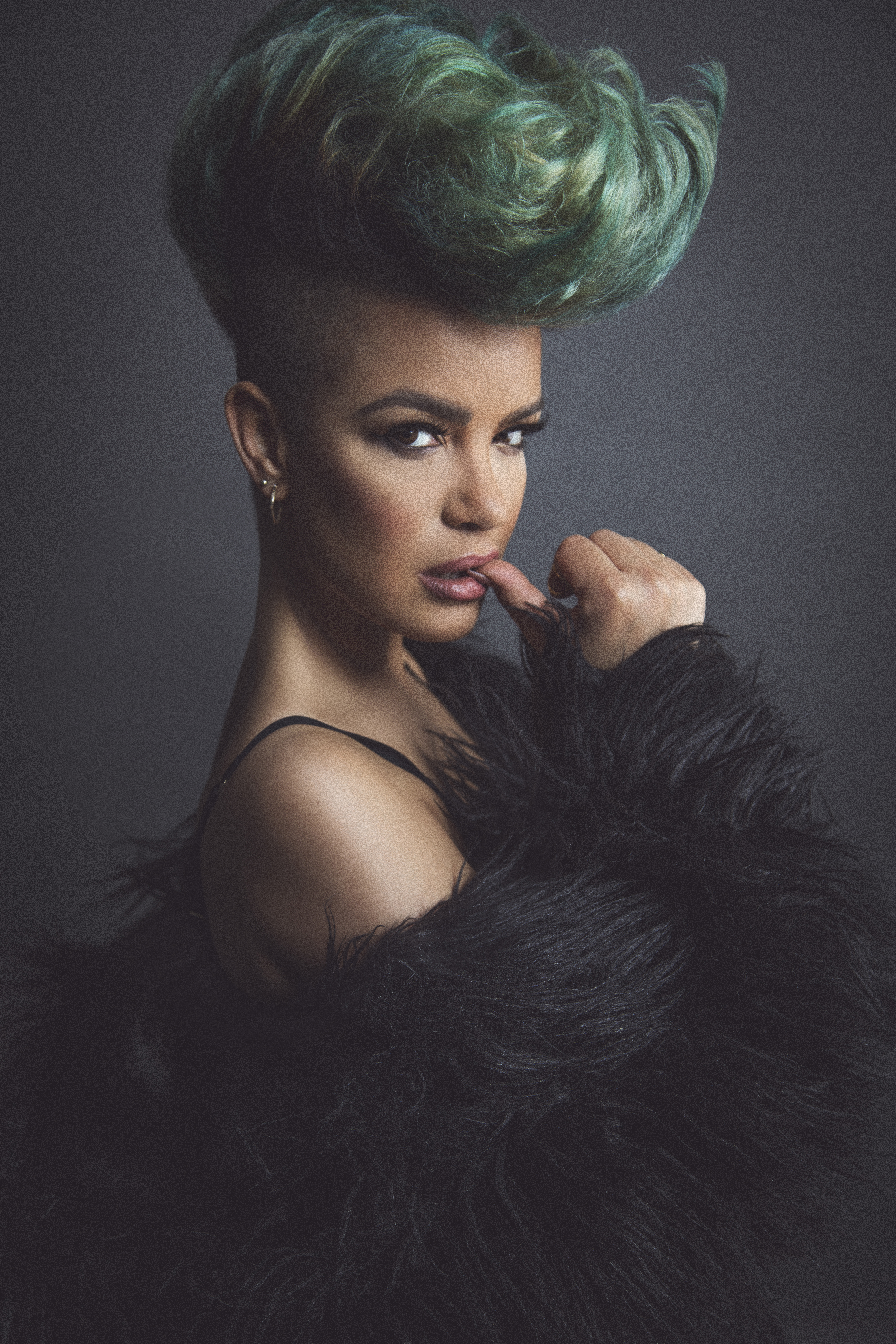
Eva Simons (2016)

Eva Maria Simons (* 1984 in Zaandam bei Amsterdam) ist eine niederländische Sängerin.

## Werdegang
Eva Simons, die Enkelin des Akkordeonisten Johnny Meijer, wurde durch die niederländische Staffel von Popstars, Popstar – die Rivalen, bekannt. Gesucht wurden fünf Sängerinnen für eine Band. Simons kam unter die Top 10 und wurde als letzte Wahl in die Band Raffish gewählt. 2005 trennte sie sich von der Band und befasste sich mit ihrer Solokarriere.
Ihre Debütsingle Silly Boy veröffentlichte Simons Anfang September 2009. Sie wurde millionenfach auf YouTube angeklickt, da der Song ursprünglich als „Rihanna feat. Lady Gaga“-Demo angepriesen wurde. Im Juli 2009 gab EMI Music bekannt, dass das Major-Label Simons unter Vertrag genommen hat.
Nach Verlust dieses Vertrages Anfang 2011 unterschrieb sie Anfang 2012 einen Plattenvertrag bei Interscope Records, wo unter anderem Künstler wie Lady Gaga und Madonna unter Vertrag stehen. Im Juni desselben Jahres erschien die Single This Is Love zusammen mit Will.i.am, die auf Platz 1 der britischen Charts einstieg.

## Diskografie

### Singles
- 2009: Pass Out (feat. Chris Brown)
- 2009: Silly Boy
- 2010: Take Over Control (Afrojack feat. Eva Simons)
- 2012: I Don’t Like You
- 2012: This Is Love (Will.i.am feat. Eva Simons)
- 2012: Electric Bass (MaRina feat. Eva Simons)
- 2012: Renegade
- 2013: Chemistry
- 2014: Celebrate the Rain (Sidney Samson feat. Eva Simons)
- 2015: Policeman (feat. Konshens)
- 2015: Bludfire (feat. Sidney Samson)
- 2016: Heartbeat (mit Richard Orlinski)
- 2016: Carribean Rave (W&W feat. Eva Simons)
- 2017: Guaya
- 2017: Avalon
- 2018: The One
- 2019: Like That

## Auszeichnungen für Musikverkäufe
| Goldene Schallplatte - Belgien - 2012: für die Single This Is Love - 2015: für die Single Policeman - Frankreich - 2017: für die Single Heartbeat - Italien - 2012: für die Single This Is Love | Platin-Schallplatte - Neuseeland - 2012: für die Single This Is Love 2× Platin-Schallplatte - Australien - 2012: für die Single This Is Love - 2015: für die Single Take Over Control - Dänemark - 2012: für das Streaming This Is Love |

Anmerkung: Auszeichnungen in Ländern aus den Charttabellen bzw. Chartboxen sind in ebendiesen zu finden.
| Land/RegionAuszeichnungen für Musikverkäufe (Land/Region, Auszeichnungen, Verkäufe, Quellen) | Gold     | Platin       | Verkäufe  | Quellen                   |
| -------------------------------------------------------------------------------------------- | -------- | ------------ | --------- | ------------------------- |
| Australien (ARIA)                                                                            | —        | 4× Platin4   | 280.000   | aria.com.au               |
| Belgien (BRMA)                                                                               | 2× Gold2 | —            | 30.000    | ultratop.be               |
| Dänemark (IFPI)                                                                              | —        | 2× Platin2   | —         | ifpi.dk                   |
| Deutschland (BVMI)                                                                           | Gold1    | —            | 200.000   | musikindustrie.de         |
| Frankreich (SNEP)                                                                            | Gold1    | —            | 66.666    | snepmusique.com           |
| Italien (FIMI)                                                                               | Gold1    | —            | 15.000    | fimi.it                   |
| Neuseeland (RMNZ)                                                                            | —        | Platin1      | 15.000    | aotearoamusiccharts.co.nz |
| Niederlande (NVPI)                                                                           | —        | Platin1      | 30.000    | nvpi.nl                   |
| Schweiz (IFPI)                                                                               | Gold1    | —            | 10.000    | hitparade.ch              |
| Vereinigte Staaten (RIAA)                                                                    | —        | Platin1      | 1.000.000 | riaa.com                  |
| Vereinigtes Königreich (BPI)                                                                 | —        | Platin1      | 600.000   | bpi.co.uk                 |
| Insgesamt                                                                                    | 6× Gold6 | 10× Platin10 |           |                           |